# Glockenturm Bechtolsheim

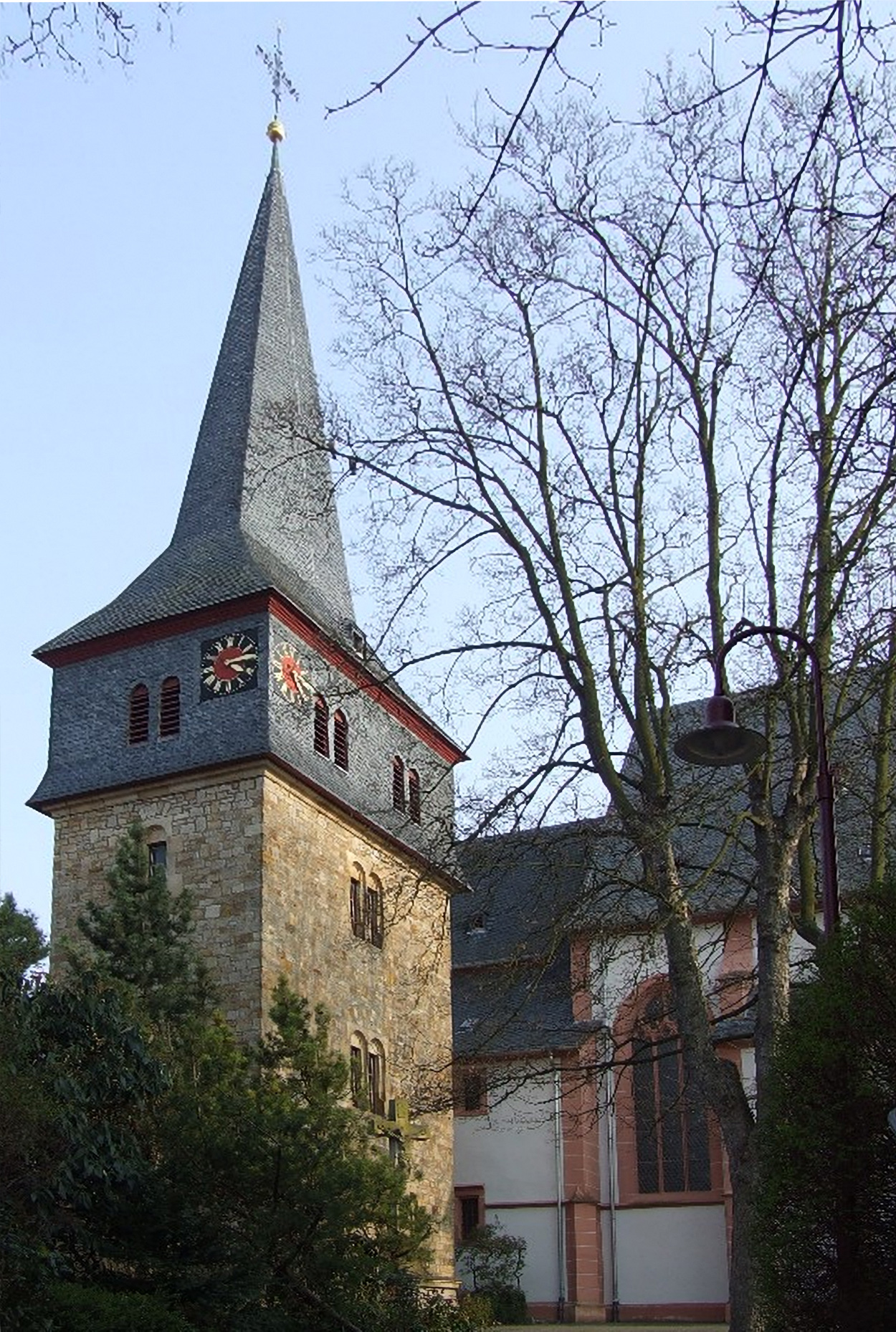
Glockenturm von der Langgasse bzw. Treppenaufgang zum Kirchenvorplatz gesehen (Nordwestseite)

Der Glockenturm Bechtolsheim befindet sich neben der Simultankirche St. Maria und St. Christopherus in der rheinhessischen Ortsgemeinde Bechtolsheim.
Der Glockenturm wurde in seiner heutigen Form 1907 errichtet. Er ist kein Kirchturm, sondern gehört, ebenso wie die Glocken und Uhr, der Ortsgemeinde. Die Konfessionsgemeinden haben das Nutznießungsrecht. Der Gemeindeturm hat deswegen auch keine direkte Verbindung zum Sakralbauwerk, die Sakristei liegt dem Turm am nächsten.
Am 22. September 2012 wurde das „Museum im Glockenturm“ eröffnet.

## Baugeschichte

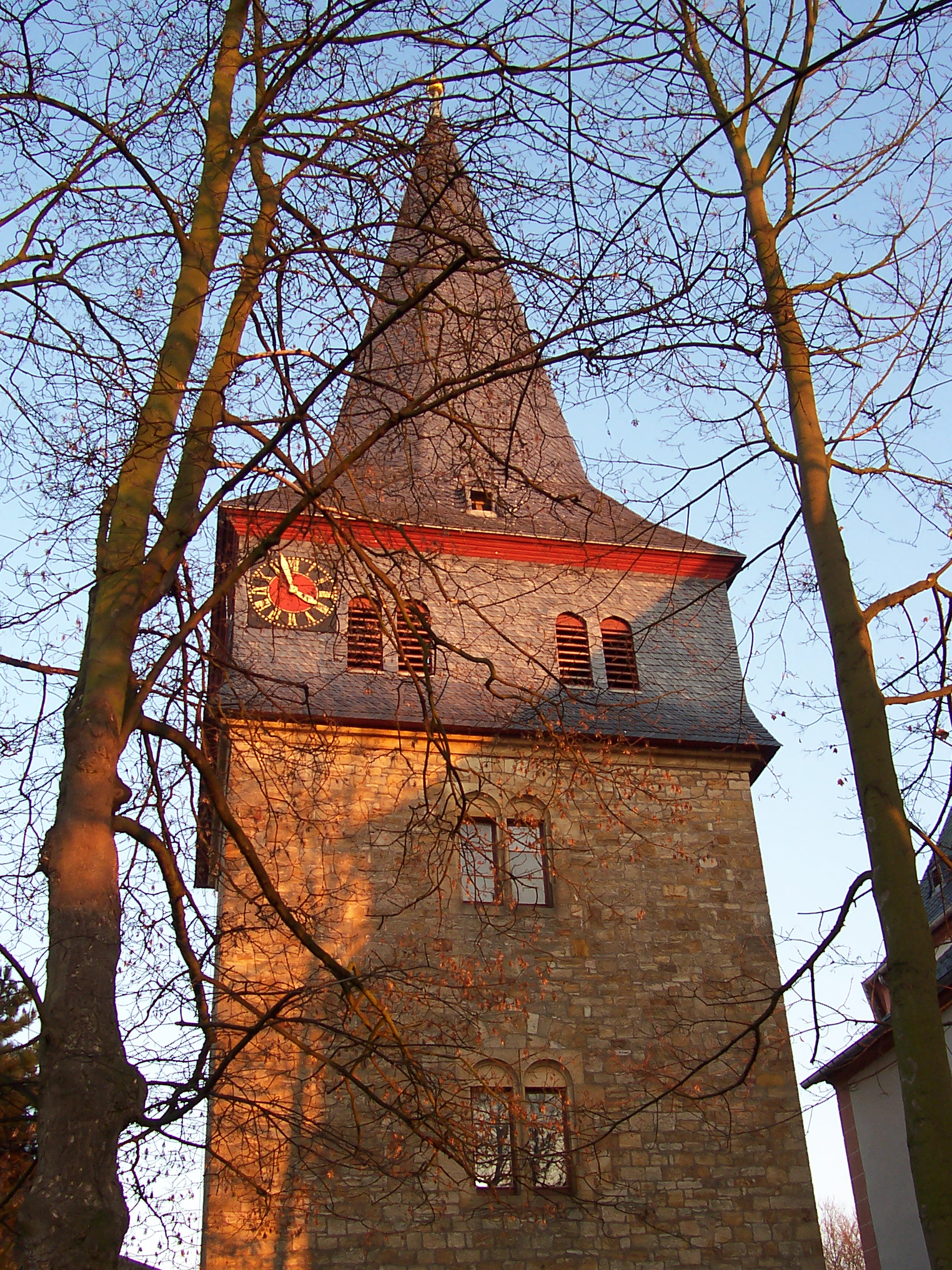
Glockenturm vom Kirchenvorplatz aus gesehen (Westseite)

### Vorgängerbauten

#### Wehrturm
Der Glockenturm wurde zwischen 1726 und 1729 auf dem mittelalterlichen Wehrturm, der älter als die zwischen 1482 und 1492 erbaute benachbarte Simultankirche ist, errichtet. Hierzu wurde dem Wehrturm, der bereits seit dem Dorfbrand 1695 ohne Helm als Ruine dastand, eine Glockenstube aufgesetzt.

„… Fenster als Schalllöcher mit gotischen Spitzbogen in Eselsrückenform gestaltet waren. Daher auch die auffallende Höhe, nämlich um ein Stockwerk mehr als heute. Dafür war der Helm niedriger, so dass die Gesamthöhe früher und heute ziemlich gleich ist.“

Bereits zu diesem Zeitpunkt war die Zivilgemeinde Eigentümerin des Glockenturms, wie es der damalige katholische Pfarrer in der Anlage der Ortschronik von 1857 beschrieb:

„Der Thurm an der Kirche ist Eigenthum der Civilgemeinde und befinden sich in demselben drei schwere Glocken, welche ein harmonisches Geläute (F-Dur Septim) bilden.“

#### Brand durch Blitzschlag 1904
Durch einen Blitzschlag in der Nacht zum 1. August 1904 geriet das Dach und die Glockenstube in Brand. Durch die große Hitze schmolzen die Glocken und die Bronze tropfte herunter, auch das erst 1894 beschaffte moderne Uhrwerk wurde zerstört.
Die beiden Pfarrer dokumentierten zur damaligen Zeit die Geschehnisse. Der Blitz muss danach zwischen 3:30 und 3:40 Uhr eingeschlagen haben. Da es keinen Blitzableiter gab, fing die Helmspitze an zu brennen. Nach Meinung des katholischen Pfarrers wäre es zu diesem Zeitpunkt noch möglich gewesen, das Feuer mit wenig Wasser zu löschen, hätte es zu diesem Zeitpunkt im Ort schon eine Wasserleitung und einen Hochbehälter für ausreichenden Wasserdruck gegeben. So breitete sich das Feuer aus. Herabfallende brennende Holzbalken durchschlugen das Sakristeidach, so dass auch die benachbarte Simultankirche in große Gefahr geriet. Um 4:30 Uhr läuteten die 1880 in Kaiserslautern gegossenen Glocken mit einem Gesamtgewicht von 50 Zentnern zum letzten Mal, bevor sie durch die starke Hitzeentwicklung anfingen zu schmelzen und der brennende Turmhelm in sich zusammenstürzte. Dabei wurde auch die erst 1893/94 angeschaffte Turmuhr zerstört. Ein Stück des Glockenschmolzes wurde in den Akten zum dauernden Andenken aufbewahrt. Der Turm war gut versichert, so dass er 1907 wiedererrichtet werden konnte. Im selben Jahr wurden auch die Wasserleitung hergestellt und der Hochbehälter gebaut.

### Glockenturm von 1907

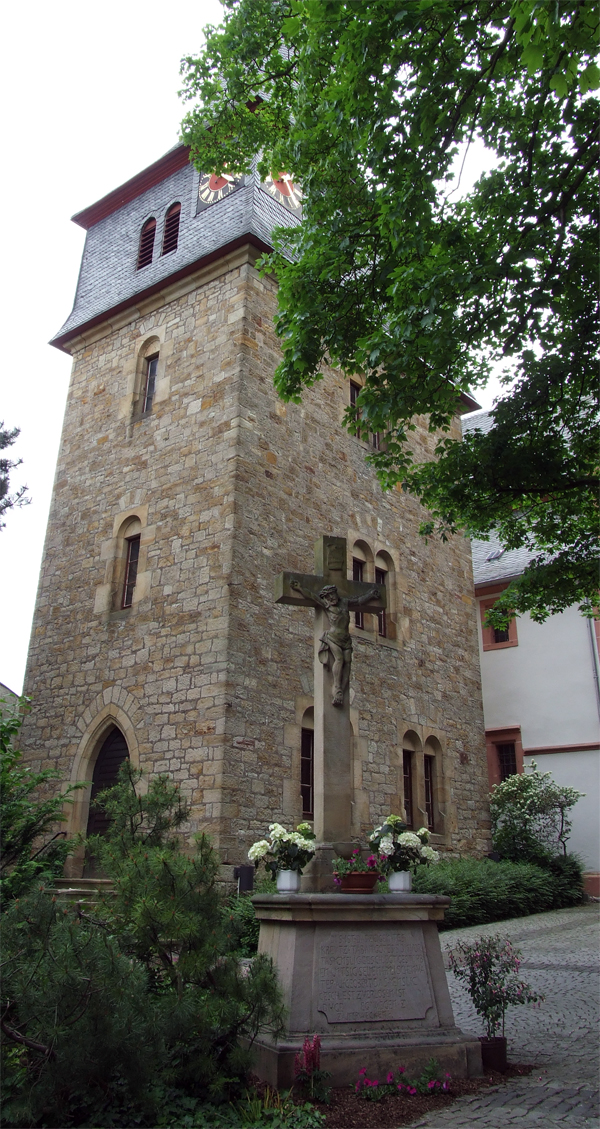
Spätbarockes Friedhofskreuz mit Korpus um 1755, das vor dem Glockenturm steht.

Nachdem der alte Glockenturm in der Nacht zum 1. August 1904 durch Blitzschlag abgebrannt und eingestürzt war, beschloss der Gemeinderat am 22. Dezember desselben Jahres den Wiederaufbau. Der erste Spatenstich erfolgte am 29. April 1907 auf dem Fundament der alten Turmstelle. Die Baukosten betrugen 16.927 Mark (entspräche heute ungefähr 125.022,37 Euro).
Der Turm ist blockhaft geschlossen und hat eine rechteckige Form mit einer Grundfläche von 5 × 7 Metern. Das Steinmauerwerk ist nicht verputzt. Die Glockenstube befindet sich auf 11,7 Meter Höhe, besteht wie die Turmspitze aus Holz und ist mit dem gleichen Schiefer wie die Simultankirche gedeckt.
Im Turmknauf wurde eine Urkunde als Zeitkapsel mit folgendem Text hinterlegt:

„Der in der Nacht vom 1. August 1904 durch Blitzstrahl zerstörte, an dieser Stelle erbaute Gemeindeglockenturm wurde im Laufe des Sommers 1907 wieder errichtet. Heute wurde das alte Kreuz nebst neuem Knauf und altem Hahn aufgezogen und somit als Wahrzeichen der Gemeinde Bechtolsheim wieder aufgestellt. SO GESCHEHEN AM 30. AUGUST 1907.“

Am 25. November 1907 wurden Turm und Glocken eingeweiht. Die Turmuhr und das Uhrwerk mit einer Grahamhemmung wurde von J. F. Weule aus Bockenem im Harz gefertigt und kostete 2000 Mark (entspräche heute ungefähr 14.771,95 Euro). Ein Schreinermeister aus Alzey hat, um das Uhrwerk vor Schmutz und Staub zu schützen, einen Schrank um das Uhrwerk gebaut. Auf den Schranktüren steht: „Dreifach ist der Schritt der Zeit, zögernd kommt die Zukunft angezogen.“ und „Pfeilschnell ist das Jetzt entflogen, Ewig still steht die Vergangenheit.“
Zwischen September 1974 und Mai 1975 wurde der Turm umfassend renoviert. Dabei wurde auch der Knauf mit der 1907 geschriebenen Urkunde herabgeholt und nach Abschluss der Renovierung neben der alten Turmurkunde eine neue Urkunde aus Japanpapier in dem Knauf hinterlegt. Auf dieser wurde handschriftlich die bisherige Geschichte des Gemeindeglockenturms und der Geläute sowie die Rechtsverhältnisse zwischen der politischen Gemeinde und den beiden Kirchengemeinden festgehalten, unterzeichnet vom Bürgermeister, den Beigeordneten, den Ratsmitgliedern, dem evangelischen Pfarrer und dem katholischen Pfarrgemeinderatsvorsitzenden, der zugleich Vorsitzender des Bauausschusses der Simultankirche war. In der Schatulle wurden auch die Festschrift von 1972 100 Jahre Feuerwehr, 10 Jahre Musikzug und alle zum damaligen Zeitpunkt gültigen Kursmünzen beigefügt und zusätzlich die Gedenkmünzen Albrecht Dürer und Nikolaus Kopernikus, in deren Lebenszeit der Bau der benachbarten Simultankirche fiel.

## Glocken

### Erster Glockensatz (1765)
Nach einer Aufstellung von Pfarrer Schilling vom 28. Oktober 1854 trug die große Glocke, gegossen von Georg Friedrich Schrader aus Frankenthal 1787 auf der einen Seite ein Kruzifix, auf der anderen ein Muttergottesbild und war geweiht zu Ehren der allerheiligsten Dreifaltigkeit.
Die mittlere Glocke war bereits 1765 von Michael Caspar Schrader in Worms gegossen worden und trug ein Muttergottesbild mit dem Jesuskind. Die kleinere Glocke mit einem Kruzifix goss 1791 Georg Friedrich Schrader.
Karl Oberle fand heraus, dass die mittlere Glocke beim Siegesläuten nach dem Deutsch-Französischen Krieg zersprang. Der Frankenthaler Glockengießer Andreas Hamm goss sie um. Im Vertrag mit der politischen Gemeinde und den beiden Konfessionsgemeinden vom 22. Mai 1872 verpflichteten sich die drei Parteien, die Kosten zu je einem Drittel zu übernehmen, was 67 fl. 23 kr. ausmachte.
Beim Trauergeläut für Großherzog Ludwig III. zersprang ebenfalls eine Glocke, bei einer anderen war der Klöppel unbrauchbar geworden.

### Zweiter Glockensatz (1880)
Der Kaiserslauterer Glockengießer Max Faber goss daraufhin das Geläut um. Mit der politischen Gemeinde wurden am 20. Juni 1880 die Töne e, fis und gis vereinbart. In einer Nachschrift erklärten sich die beiden Kirchenvorstände bereit zu einem Betrag, wie früher, nämlich ein Drittel der ganzen Summe zu zahlen. Der Anteil betrug 967,73 Mark. Diese Glocken trugen die Inschriften:
Eintracht soll dein Name sein
Freude diesem Dorf bedeute
Friede sei dein erst Geläute
Sie erinnern an Das Lied von der Glocke von Friedrich Schiller. Dieser Glockensatz wurde nach 24 Jahren durch einen Brand nach Blitzeinschlag vernichtet.

### Dritter Glockensatz (1907)
Nach dem Brand 1904 goss Franz Schilling in Apolda 1907 für 6145 Mark (entspräche heute ungefähr 45.386,81 Euro) drei neue Glocken. Zwei davon wurden am 22. Mai 1918 für Rüstungszwecke eingezogen.

### Vierter Glockensatz (1924)
1924 wurden die Glocken Glaube (Ton e) mit 22 Zentnern (1100 kg) und Liebe (Ton g) mit 13,5 Zentnern (675 kg) beschafft, letztere war dem Andenken an die Gefallenen des Weltkrieges gewidmet. Beide trugen den Eigentumsvermerk Gemeinde Bechtolsheim, das Wappen der Gemeinde und „Schilling Apolda goß mich“.
Mit der 1918 verbliebenen Glocke Hoffnung (Ton a) bildeten sie ein Te-Deum-Geläut, das am 27. April 1924 geweiht wurde.
Die Kosten beliefen sich auf 7032 Reichsmark (RM) (dies entspräche heute ungefähr 35.348,25 Euro). Die beiden Kirchengemeinden versprachen diesmal ohne vertragliche Vereinbarung 20 Jahresraten zu je 50 RM an die politische Gemeinde zu entrichten. Die Herforder Elektrizitätswerke installierten im selben Jahr ein elektrisches Läutwerk für 2647 RM (dies entspräche heute ungefähr 13.305,86 Euro).
Die beiden Glocken Glaube und Liebe wurden während des Zweiten Weltkrieges wiederum für die Rüstung eingezogen.

### Fünfter Glockensatz (1954)

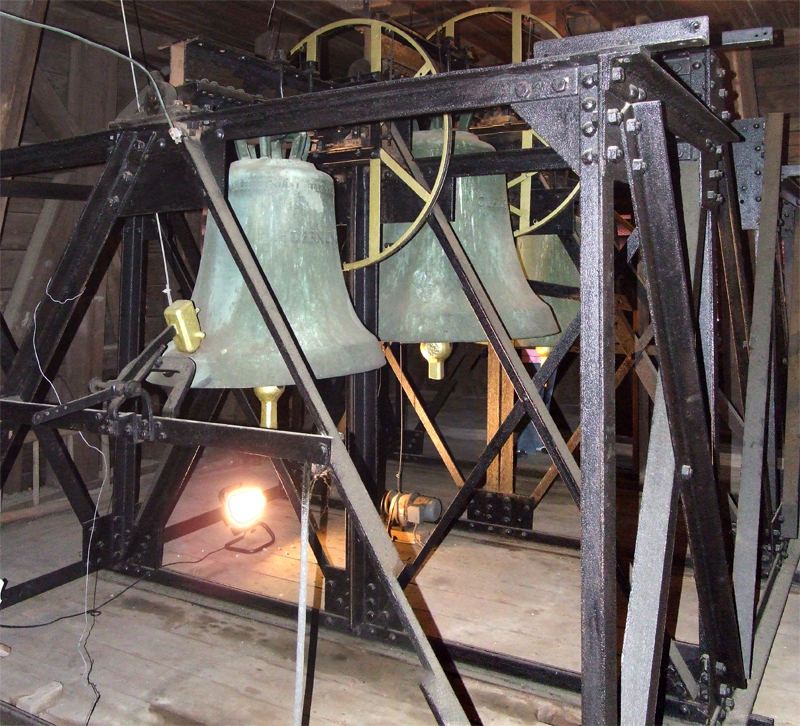
Geläut von 1954: Hoffnung – Glaube – Liebe (von links nach rechts)

Der aktuelle Glockensatz besteht aus drei unterschiedlich großen Glocken, die aus Spenden der Einwohner in Höhe von 15.000 DM finanziert werden konnten. Weder die Ortsgemeinde noch die beiden Kirchengemeinden mussten sich beteiligen. Die Glocken stellte die Gießerei F. W. Schilling in Heidelberg nach dem Muster des vierten Glockensatzes am 20. Oktober 1954 her. Sie tragen die gleichen Namen und den Eigentumsvermerk Gemeinde Bechtolsheim mit Wappen.
Am 27. November 1954 wurden die Glocken mit der Bahn angeliefert und anschließend in einem feierlichen Festzug durchs Dorf geleitet und geweiht. Bei der Glockenweihe sprachen der Hauptlehrer (als Festredner), Landrat Heinz-Eberhard Andres und Bürgermeister Franz Mann.
- Die große Glocke trägt den Namen Glaube und die Inschrift Ehre sei Gott in der Höhe und Frieden auf Erden. Sie wiegt 927 kg, ertönt in e und kostete 7200 DM (dies entspräche heute inflationsbereinigt rund 22.300 Euro).
- Die mittlere Glocke trägt den Namen Liebe und die Inschrift: Den fürs Vaterland Gefallenen. Ich gab mein Erz – sie gaben ihr Herz. Sie wiegt 523 kg, ertönt in g und kostete 3240 DM (dies entspräche heute inflationsbereinigt rund 10.035 Euro).
- Die kleine Glocke trägt den Namen Hoffnung sowie die Inschrift: Läute Glocke, läute Ruh in jedes Herz, läute du mich heimwärts. Ein zusätzlicher Glockenhammer dient zum Anschlagen jeder Viertel-, halben, Dreiviertel- und vollen Stunde. Die kleine Glocke wiegt 358 kg, ertönt in a und wurde gegen die alte Glocke eingetauscht.

## Der Bechtolsheimer Glockenstreit von 1954 bis 1964
Ein sieben Jahre anhaltender Rechtsstreit, der so genannte Bechtolsheimer Glockenstreit um das Läuterecht für verstorbene Bürger die einer anderen oder keiner Konfession angehören, wurde erst 1964/65 vom Bundesverwaltungsgericht in Berlin zugunsten der bürgerlichen Gemeinde, mit der Begründung:
„In Bechtolsheim bedeute das Grabgeläut […] nach der allgemeinen Auffassung der Bewohner eine weltliche Ehrung des Verstorbenen und keine Stück gottesdienstlicher Ordnung“
entschieden.
Auslöser war der 1954 erst zwei Jahre im Amt befindliche evangelische Pfarrer Hans Hörr, der Einspruch erhob, als der Gemeindediener für einen freiprotestantischen verstorbenen Bürger die Glocken läuten ließ. Pfarrer Horr forderte, die Glocken dürften nicht länger nach Anweisung der Gemeinde geläutet werden, sondern nur nach seiner oder seines katholischen Kollegen Entscheidung. Dem Gemeinderat wollte Hörr lediglich das Recht zum sogenannten Polizeigeläute zugestehen, also nur bei Feuer, Sturm und sonstiger Gefahr.
Diesen Vorschlag lehnten der Gemeinderat und selbst der evangelische Kirchenvorstand und schließlich auch der Rechtsausschuss des Kreistages ab. Die vorgesetzte Behörde aber, die in Darmstadt residierende Kirchenleitung von Hessen-Nassau, machte sich zum Anwalt der Pfarrerswünsche und erhob 1957 Klage vor dem Verwaltungsgericht Neustadt an der Weinstraße. Es folgte der siebenjährige Rechtsstreit der für die bürgerliche Gemeinde entschieden wurde.

## Stempel

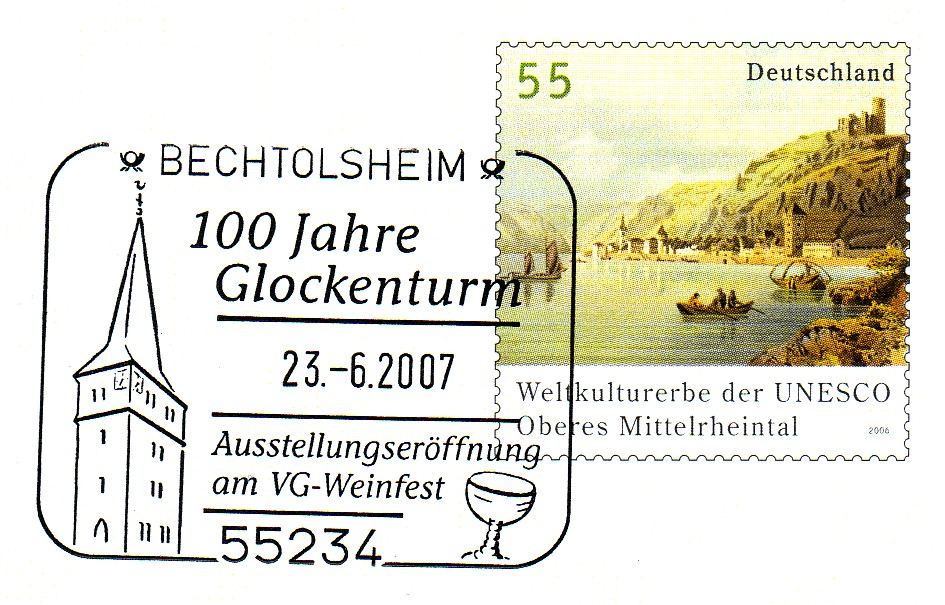
Sonderstempel der Post: 100 Jahre Glockenturm, von 2007

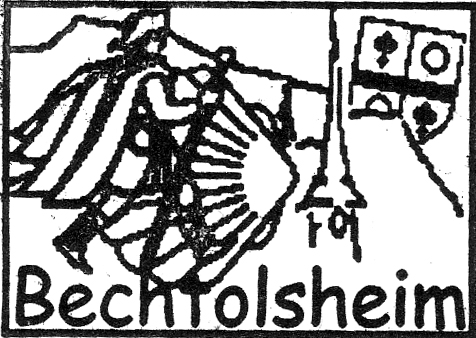
Bechtolsheimer Pilgerstempel vom Rheinhessischen Jakobsweg, seit 2009

Am 23. Juni 2007 wurde zum 100-jährigen Bestehen des Glockenturms ein Sonderstempel der Post, welcher gleichzeitig auf das in Bechtolsheim stattfindende Verbandsgemeinde Weinfest hinwies, ausgeben.
Seit 2009 gibt es einen Pilgerstempel des Rheinhessischen Jakobsweges, welcher durch Bechtolsheim verläuft und auf dem der Glockenturm abgebildet ist.

## Museum
Am 22. September 2012 wurde, nach über fünfjähriger Planungszeit und zweijähriger Sanierung, das „Museum im Glockenturm“ mit einem Festakt eröffnet.
Seit der Ausstellung zum 100-jährigen Bestehen des Glockenturms gab es Bestrebungen des örtlichen Heimatvereins, im Erdgeschoss und in den beiden Obergeschossen ein Turmmuseum einzurichten. Hierfür wurden im Dezember 2009 aus dem Dorferneuerungsprogramm des Landesinnenministeriums 28.900 Euro für die Sanierung und den Umbau des denkmalgeschützten Glockenturms zur Verfügung gestellt. Dies entspricht rund 50 Prozent der Gesamtkosten. Am 9. April 2010 erfolgte der so genannte „erste Hammerschlag“ als Beginn der Umbaumaßnahme. Den ersten Hammerschlag vollzogen neben dem Vorsitzenden des Heimatvereins, der Landtagsvizepräsident Heinz-Hermann Schnabel, der Landtagsabgeordnete Heiko Sippel, der Bürgermeister der Verbandsgemeinde Alzey-Land Steffen Unger, ein Kreisbeigeordneter und der Ortsbürgermeister von Bechtolsheim. Das Museum sollte ursprünglich im Frühjahr 2011 seine Pforten öffnen, nun wurde es am 22. September 2012 um 14 Uhr mit einem Festakt eingeweiht.
Neben dem Dauerexponat, dem restaurierten Uhrwerk, fanden auf den drei Etagen Wechselausstellungen statt.
1. Bilder vom Glockenturm: damals und heute (2012 bis 2013)
2. „Postuniformen von 1800 bis 2000“ (2013 bis September 2014)
3. „Bechtolsheimer Straßengeschichten“ (Ausstellungseröffnung am 21. Mai 2016)

Die Glockenstube kann nicht besichtigt werden. Aufgrund der Bauweise des Glockenturmes ist das Museum nicht barrierefrei.